# Ŀ

Litera <ŀ> użyta w katalońskim słowie paraŀlel.

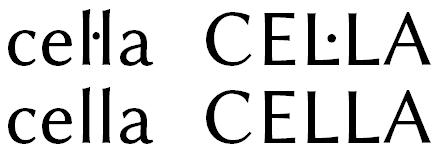
Przykład użycia litery ŀ w języku katalońskim, ceŀla -- komórka, cella -- brew.

Litera ŀ występuje w języku katalońskim, gdzie występuje zawsze w parze z literą l, tworzą dwuznak ŀl, który jest używany dla oddania podwojonego dźwięku l. Podwojona litera l, tzn. ll reprezentuje dźwięk /ʎ/. Dwuznak ŀl jest nazywany ela geminada. Przy podziale wyrazu na końcu wiersza, jeżeli podział wypada między literami digrafu ŀl, na końcu linii pozostawia się l bez kropki, stawia się dywiz, a nową linię rozpoczyna się od drugiego l. Np. dzieląc słowo coŀlecció po pierwszej sylabie na końcu linii pozostaje col-, a nową linię rozpoczyna się lecció. Nie ma tutaj niebezpieczeństwa pomyłki i potraktowania tak podzielonego digrafu ŀl jako ll, gdyż ll jest traktowane jako litera i nie jest rozdzielana podczas przenoszenia wyrazu.
Jeżeli nie jest dostępna litera ŀ, używa się kropki lub dywizu po pierwszej literze l, np. zamiast coŀlecció pisze się wtedy col.lecció lub col-lecció, przy czym jest to traktowane jako niepoprawne.